# Football Club de Lorient
Pour les articles homonymes, voir FCL.
Maillots
Actualités
Dernière mise à jour : 11 août 2025.
Le Football Club de Lorient, couramment abrégé en FC Lorient, est un club de football français basé à Lorient (Morbihan) et présidé, depuis 2009, par Loïc Féry.
Fondé en 1926 sous l'appellation de Football Club lorientais, le club tente l'aventure professionnelle à la fin des années 1960, sans parvenir à monter en première division, jusqu'à ce qu'un dépôt de bilan mette un terme aux ambitions du club. Descendu au sixième échelon au début des années 1980, le FCL remonte en enchaînant quatre montées consécutives pour réatteindre la D2, sous la houlette de Christian Gourcuff. Parti sous d'autres cieux, il revient en 1991 et accompagne le club vers le professionnalisme avec notamment une première promotion dans l'élite, obtenue en 1998. Le club est relégué la saison suivante puis retrouve la Ligue 1 en 2001, année où Christian Gourcuff quitte le club. Le FCL connaît à nouveau la relégation en 2002 malgré une victoire en Coupe de France et une finale en Coupe de la Ligue. Gourcuff revient une troisième fois chez les Merlus en 2003 et va installer durablement le club en Ligue 1 jusqu'à son départ en 2014.

## Histoire

### Les débuts du club (1926-1945)

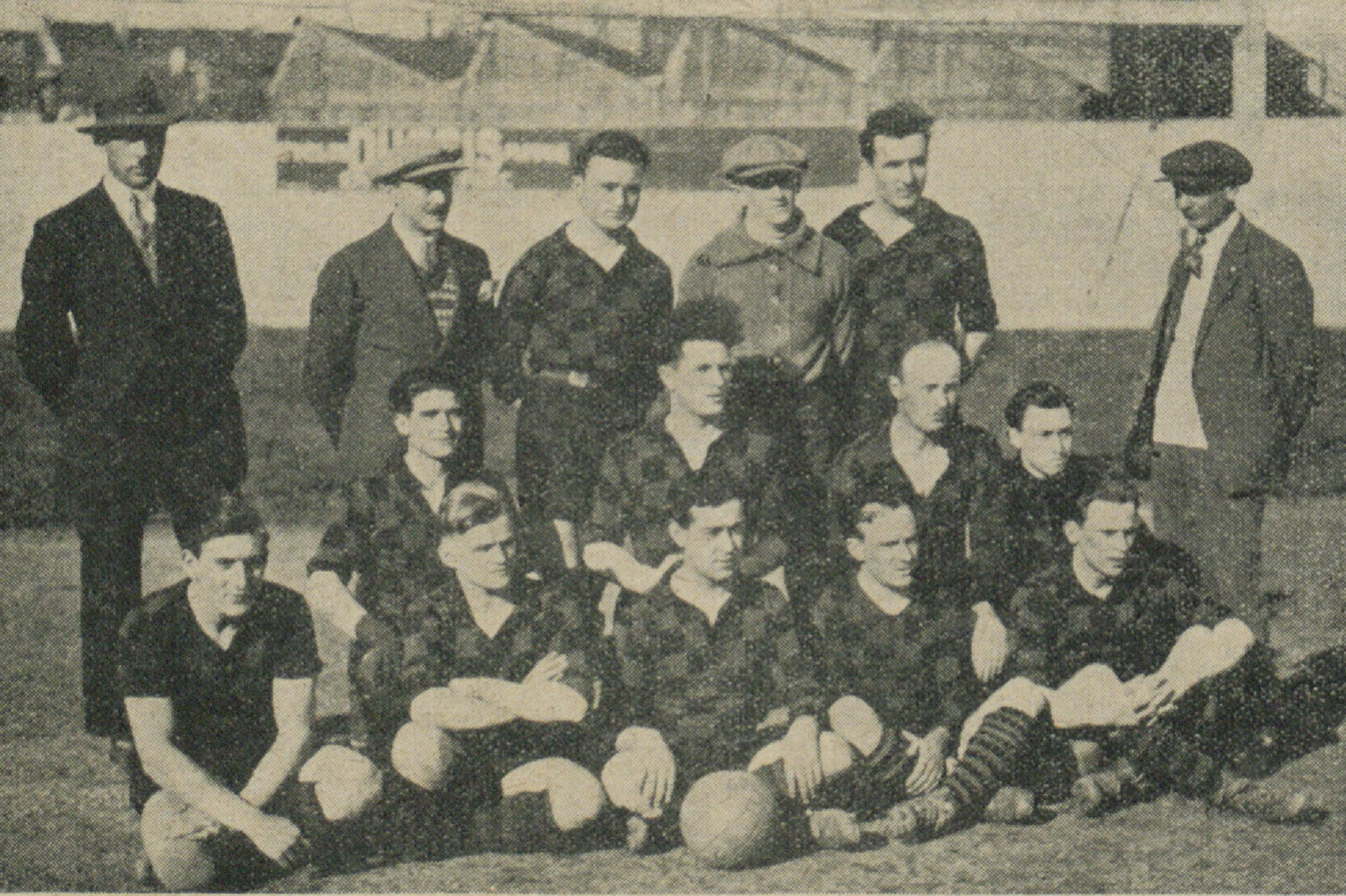
L'équipe première du FC Lorient en avril 1928.

Le Football Club lorientais est fondé le 2 avril 1926,. Cette formation prend la suite du club corpo « La Marée Sportive », fondé un an plus tôt par Caroline Cuissard mareyeuse au port de pêche de Keroman, en compagnie de son fils, Joseph Cuissard.
Trois promotions en trois saisons propulsent le club, dès 1929, en Division d'Honneur, le plus haut niveau pouvant être atteint à l'époque. Troisième à ce niveau dès la saison 1929-30, Lorient, qui s'appuie désormais sur un entraîneur, le Tchèque Jozef Lokay (dit Joseph Loquay), décroche le titre régional en 1932. Les Merlus ou Damiers (maillots à damiers orange et noirs), renouvellent cette performance en 1936, après avoir raté d'un rien le titre en 1935.

### La reconstruction (1945-1967)

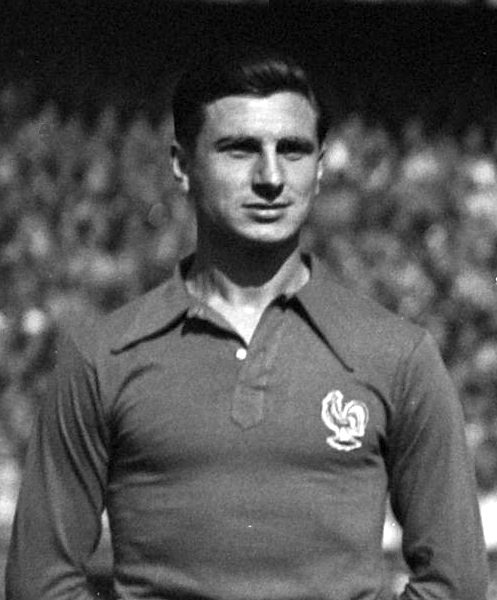
Antoine Cuissard, ici en 1949.

La guerre terminée, Antoine Cuissard, joueur de l'AS Saint-Étienne, revient à Lorient aider le FCL à redémarrer en compagnie de l'entraîneur Jean Snella. Le FCL continue à gravir les échelons de la hiérarchie pour atteindre en 1948, pour la première fois, le championnat de France amateur (appelé alors Division Nationale du CFA). Il y reste trois saisons et n'y revient qu'en 1957. Les besoins financiers du club en pleine éclosion mobilisent alors les sponsors locaux, relayés par les kermesses et bals costumés en tout genre.

### Une première tentative professionnelle (1967-1978)
En 1967, Messieurs Tomine et Fougère, dirigeants du FCL, prennent l'initiative de créer une section professionnelle dont Messieurs Ducassou et Ruello acceptent de prendre la direction.
Pendant dix ans, sans véritablement briller, le club évolue en Division 2. Après avoir raté l'accession de peu en 1975 et 1976 sous la houlette de l'entraîneur Jean Vincent, le FC Lorient connaît une année noire en 1977, malgré une qualification en quart de finale en Coupe de France : c'est alors la descente en Division 3, accompagnée d'un premier dépôt de bilan en 1978.

### Une grande instabilité sportive (1978-1995)
C'est une période extrêmement mouvementée sur le plan sportif : en cinq ans le FC Lorient chute de la Division 2 à la Division Supérieure Régionale (6e niveau) lors de la saison 1981-1982. L'arrivée de Georges Guenoum à la présidence et de Christian Gourcuff en tant qu'entraineur-joueur met fin à la déprime et le club regrimpe les échelons à la même vitesse. Ayant retrouvé la Division 2, le club n'en est pas pour autant stabilisé, et jusqu'en 1995 il fait la navette entre la Division 2 et la Division 3.
En 17 ans, le club lorientais ne joue qu'une seule fois deux saisons de suite au même échelon (1979-1981 en Division d'Honneur).

### La découverte du plus haut niveau (1995-2006)

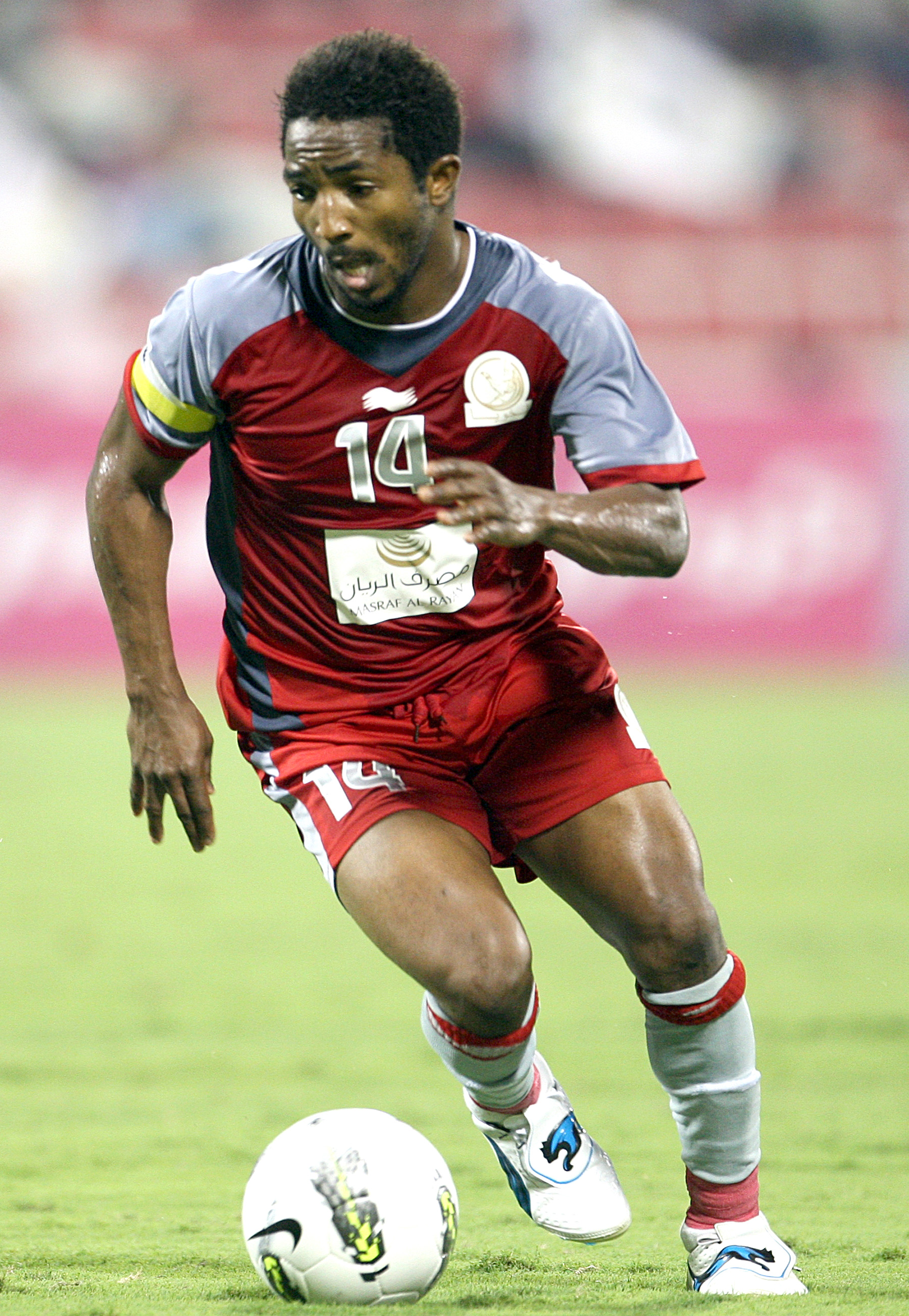
L'attaquant international ivoirien Bakari Koné explose sous les couleurs du FC Lorient lors de la saison 2004-2005.

Le retour en Division 2 en 1995 marque le début d'une période plus calme sportivement parlant et l'émergence d'une ambition nouvelle. Alors, pour la première fois de son histoire, le club monte en 1re division en 1998. Parmi les principaux acteurs de cette première accession à l'élite, on retiendra les noms d'Ali Bouafia, Christophe Le Grix, Stéphane Pédron ou encore Djima Oyawolé. Mais le FC Lorient, incapable de rivaliser avec les grands clubs, plus solides sur le plan sportif et financier, retrouve la Division 2 dès la saison suivante. Les problèmes de recrutement et de gestion financière assombrissent à nouveau l'avenir du club.
C'est dans ce contexte peu propice au succès que, portée à bout de bras par Christian Gourcuff et son staff, l'équipe accède pour la deuxième fois de son histoire à la Ligue 1 en 2000-2001, même si son entraîneur emblématique, remplacé par l'Argentin Angel Marcos, prend alors la route du Stade rennais. La saison suivante est remarquable sous la présidence d'André Jegouzo, qui voit le départ de Marcos remplacé par Yvon Pouliquen en décembre, une relégation en 2002 contrarié par une finale en Coupe de la Ligue et une victoire en Coupe de France synonyme de qualification (pour la première fois) pour la coupe de l'UEFA (ancien nom de la Ligue Europa).
| \| Hamel Le Lan Diop Martini Druon (Delhommeau) Gauvin Keita Bedrossian (Esceth-N'Zi) Darcheville Kroupi (Cavalli) Feindouno Entraineur : · Pouliquen \| Équipe titulaire lors de la finale · de la Coupe de France 2002. |
| Hamel Le Lan Diop Martini Druon (Delhommeau) Gauvin Keita Bedrossian (Esceth-N'Zi) Darcheville Kroupi (Cavalli) Feindouno Entraineur : · Pouliquen                                                                        |

Après avoir éliminé le Paris Saint-Germain au Parc des Princes en quarts de finale, puis le Nîmes Olympique en demi-finales, l'équipe de Lorient FC, portée par son capitaine et buteur guyanais Jean-Claude Darcheville, se hisse en finale de la coupe de France.
Face au SC Bastia, et devant les 66 215 spectateurs du Stade de France, les Merlus remportent leur première coupe de France grâce à un but de Jean-Claude Darcheville à la 41e minute et écrivent la plus belle page de l'histoire du club.
L'équipe titulaire pour cette finale entre dans les annales du club, et compte des joueurs qui resteront longtemps sur le devant de la scène en Ligue 1, comme Darcheville et l'international guinéen Pascal Feindouno, voire en Europe, comme l'international malien Seydou Keita qui remportera quelques années plus tard un sextuplé inédit dans l'histoire du football avec le FC Barcelone.
Il s'agit par ailleurs de la deuxième Coupe de France consécutive remportée par l'entraîneur de Lorient, Yvon Pouliquen, déjà victorieux de l'édition 2000-2001 avec le RC Strasbourg.
Le club bat cette saison-là son record d'affluence (15 775 spectateurs, le 27 avril 2002 face à Marseille). En Coupe UEFA, les Lorientais sont éliminés dès le premier tour, contre le club turc de Denizlispor (2-0, 1-3).
Durant les années qui suivent, le FC Lorient du président Alain Le Roch, qui voit en 2003 le retour de l'entraineur Christian Gourcuff, tente de retrouver la Ligue 1. C’est chose faite lors de la dernière journée du championnat de Ligue 2 2005-2006, qui voit le FC Lorient coiffer Caen sur le poteau pour la troisième et dernière place qualificative pour la Ligue 1. Une accession obtenue à la différence de buts à la suite de la victoire des Merlus face au Stade de Reims (3-1), le 12 mai 2006.

### Stabilisation en Ligue 1 avec Gourcuff (2006-2014)
Emmené notamment par Rémy Riou, Ulrich Le Pen, Rafik Saïfi, André-Pierre Gignac, Fabrice Abriel et Michaël Ciani, le FCL effectue une très bonne saison 2006-2007, n'étant jamais menacé de relégation et assurant ainsi le premier maintien de son histoire en Ligue 1. Avec l'arrivée de Marama Vahirua et le départ de Gignac, Lorient renouvelle cette performance l'année suivante avec une honorable 10e place.

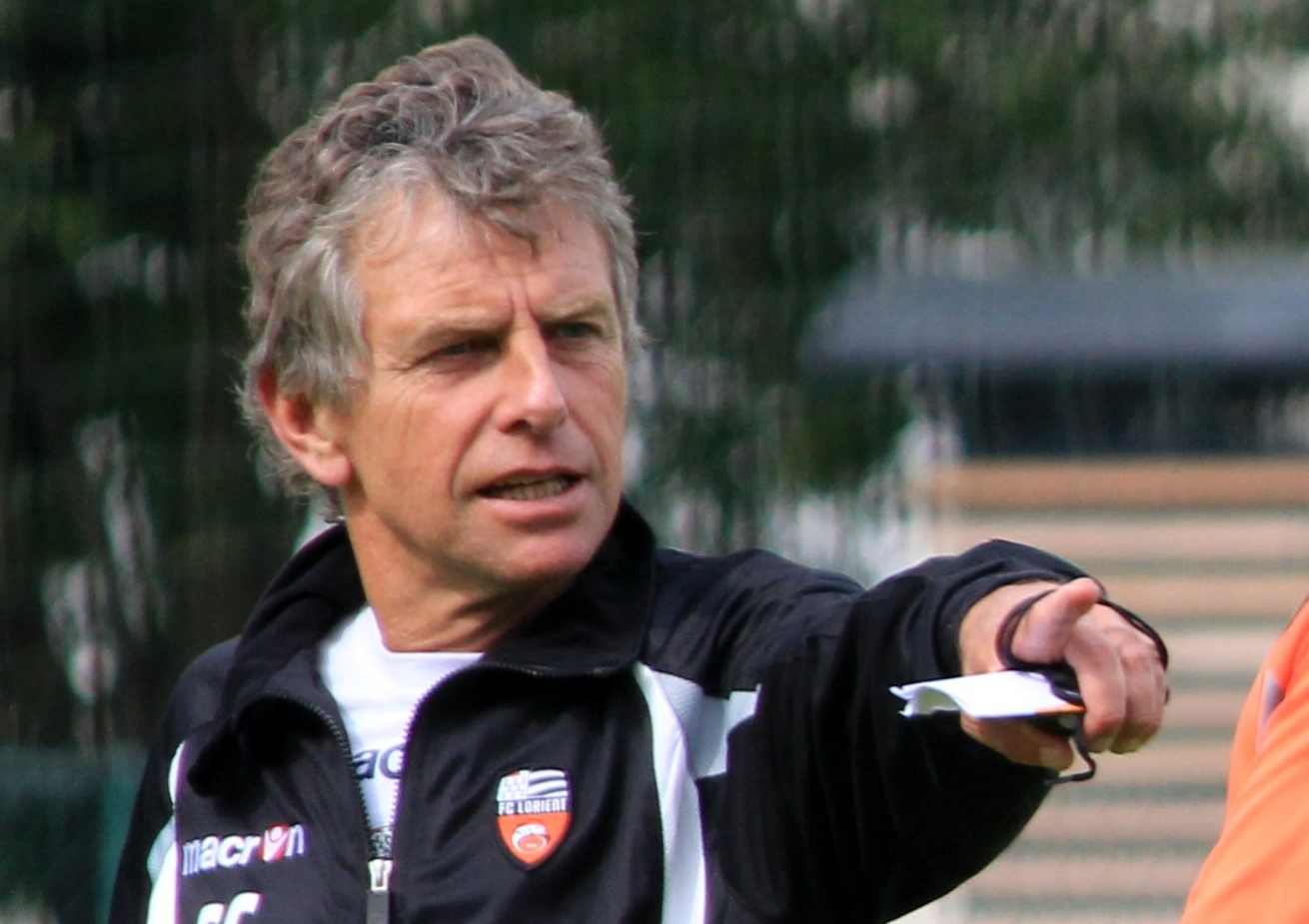
Christian Gourcuff, l'emblématique entraîneur du FC Lorient.

Sur le plan administratif, Alain Le Roch passe la main à Loïc Féry qui reprend le club en août 2009, annonçant alors vouloir que Lorient devienne un club respecté et qu'il améliore ses records d'années en années pour « qu'[il] fasse partie des meubles de la Ligue 1 » Il instaure une nouvelle politique salariale diminuant la part fixe des salaires au profit d'une part variable indexée sur les résultats sportifs. Dans le même temps, il parvient à convaincre l'entraineur historique du club, Christian Gourcuff, un temps donné partant de prolonger au club.
Sportivement, le club obtient lors de la saison 2009-2010 le meilleur classement de son histoire, à savoir 7e. Mais la saison 2010-2011 est moins bonne au niveau du classement. Avant la dernière journée, le club est installé à la 7e place et fait aussi bien que la précédente. Mais, après cette journée, le club dégringole de 4 places pour terminer à une 11e place en dessous des espérances, sa plus mauvaise place depuis 2007-2008. La saison 2011-2012 n'est guère mieux : handicapé par les départs de joueurs cadres tel que Kevin Gameiro, Jérémy Morel ou encore Morgan Amalfitano s'ajoutant à de nombreuses blessures sur les joueurs censés les remplacer, le FC Lorient évite de justesse la relégation en se classant 17e à l'issue de la dernière journée de championnat et ce malgré un bon début de saison. La saison 2012-2013 est marquée par la fin de carrière d'Arnaud Le Lan, joueur à la mentalité exceptionnelle, qui a marqué l'histoire du club, il inscrit d'ailleurs le seul but lors de son dernier match contre le Paris Saint-Germain, le deuxième et dernier de sa carrière. La saison 2013-2014 est marquée par la dernière saison de Christian Gourcuff. Lorient réalise cependant une bonne saison en terminant à la 8e place.
En termes d'infrastructure, le projet de centre d'entrainement dédié au club est relancé par l'arrivée de Loïc Féry à l'été 2009, les travaux commençant effectivement en octobre 2012. Le stade du Moustoir où évolue le club à domicile est aussi progressivement modernisé : une nouvelle tribune est inaugurée en janvier 2010 avec comme objectif la construction d'une dernière tribune pour 2014, et une pelouse synthétique est posée en juillet 2010

### L'après Gourcuff et retour en Ligue 2 (2014-2020)

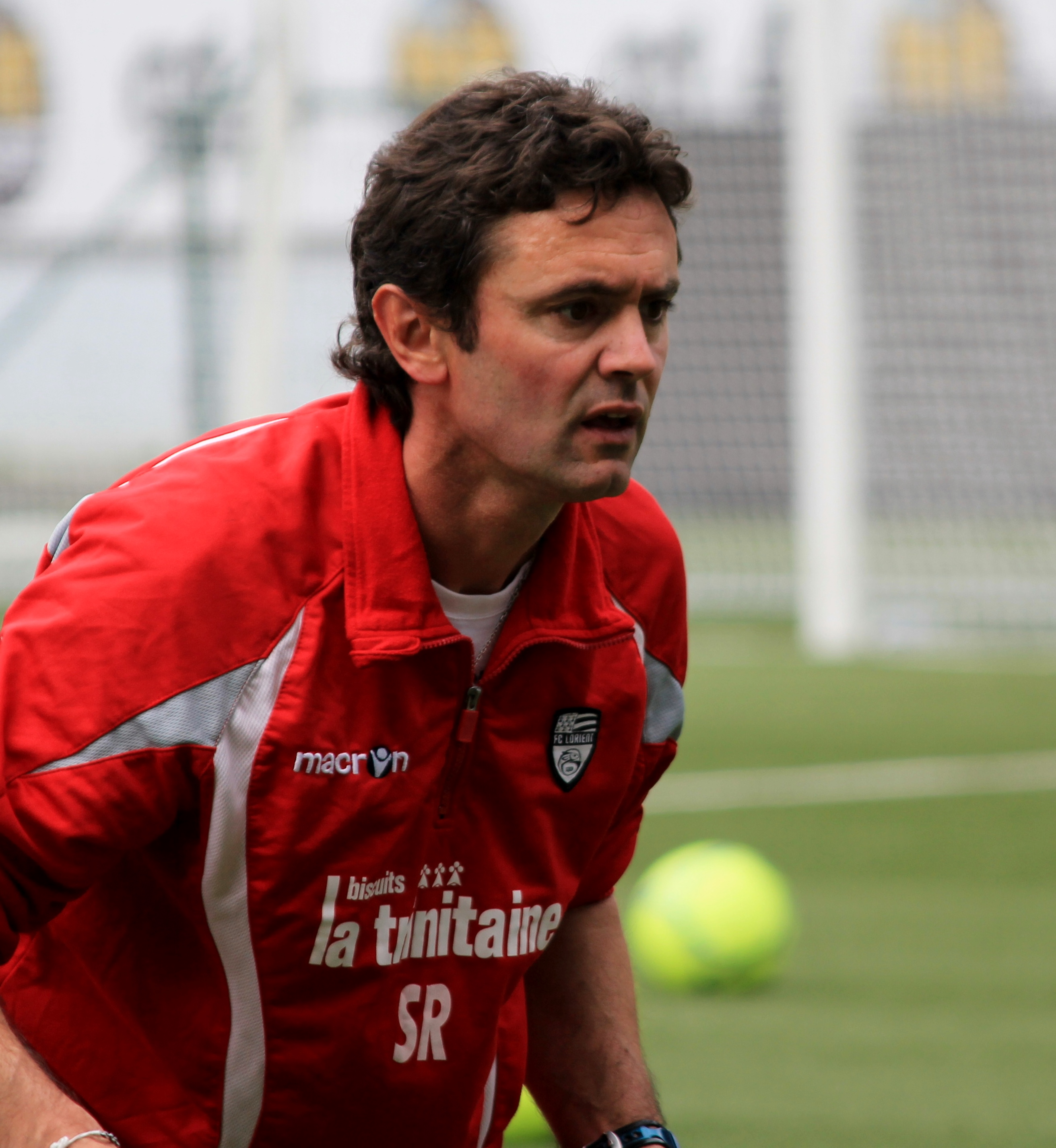
Sylvain Ripoll, entraîneur du FC Lorient entre 2014 et 2016.

Après le refus de Christian Gourcuff de prolonger, Sylvain Ripoll est nommé le 25 mai 2014, entraîneur du club. Après avoir été capitaine de l'équipe première, il est devenu entraîneur adjoint de Christian Gourcuff pendant 11 ans. Pour sa première saison, le club se maintient à l'avant-dernière journée du championnat, en prenant le point du match nul (1-1) à Nantes. Sylvain Ripoll fait l'unanimité au moment de sa nomination car il incarne la continuité du travail de Gourcuff. Toutefois, les résultats sont mitigés. Après une belle huitième place lors de la saison 2013-2014 sous la direction de Christian Gourcuff, les Merlus enchainent sur une saison difficile en bas de classement, flirtant dangereusement avec la zone de relégation et finissant 16e. Sa deuxième saison est plus aboutie, malgré une baisse de régime en fin de saison qui fait tomber le FCL à la 15e place. Le début de la saison 2016-2017 est catastrophique pour le FCL. Au bout de dix journées, les Merlus sont lanterne rouge de Ligue 1 avec 6 points et seulement deux victoires au compteur. Sylvain Ripoll est limogé le 23 octobre 2016 par le président Loïc Féry. C'est son adjoint Franck Haise qui assure l’intérim en attendant la nomination d'un nouveau coach à la tête de l'équipe. Avec un contrat s'étendant jusqu'à la fin de la saison avec une option d'une année supplémentaire, Bernard Casoni arrive ainsi comme « pompier » afin de pérenniser le club en Ligue 1. Au terme de la saison, le club est relégué en Ligue 2 à la suite de la défaite en barrages face à Troyes (2-1, 0-0) et Casoni est démis de ses fonctions le 30 mai 2017,.

### Instabilité (depuis 2017)
Le club souhaitant repartir sur de bonnes bases en jouant la remontée directe, il prend le pari d'engager Mickaël Landreau qui est nommé entraîneur, le 30 mai 2017, pour une durée de trois ans. Après deux saisons ponctuées par des déceptions et finalisées par une 7e place puis une 6e, le 18 mai 2019, le club et lui se séparent à l'amiable,.
Le mercredi 29 mai 2019, Christophe Pélissier devient l’entraîneur du FC Lorient pour trois ans,.
Le 30 avril 2020, les championnats professionnels de Ligue 1 et Ligue 2 sont officiellement suspendus par la LFP à cause de la pandémie de Covid-19 qui touche la France. Par conséquent, les Merlus sont sacrés champion de Ligue 2 de la saison 2019-2020, et remontent en Ligue 1 trois ans après l'avoir quitté.
En 2020-2021, le club termine 16e de l'élite avec 42 points (11 victoires, 9 nuls, 18 défaites) en obtenant son maintien à la dernière journée et est éliminé en seizièmes de finale de Coupe de France. La saison suivante, il finit à cette même place avec 36 points.
Trois ans après son arrivée, Christophe Pélissier quitte le club à l'aube de la saison 2022-23. C'est le directeur du centre de formation depuis dix ans, Régis Le Bris, qui est intronisé à la tête de l'équipe. Après une première saison intéressante, la seconde saison est plus difficile et le 19 mai 2024, le club est relégué en Ligue 2; le mois suivant, l'entraîneur et le club décident de mettre fin à leur collaboration.

## Résultats sportifs

### Palmarès
| Compétitions nationales | Compétitions internationales |
| --- | --- |
| - Championnat de France de Division 1 / Ligue 1 - Meilleure place : 7e en 2010 - Championnat de France de Division 2 / Ligue 2 (2) - Champion en 2020 et 2025 - Championnat de France de National (1) - Champion : 1995 - Coupe de France (1) - Vainqueur en 2002 - Coupe de la Ligue - Finaliste en 2002 - Trophée des champions - Finaliste en 2002 | - Coupe UEFA - Meilleure performance : 1er tour en 2002-2003                                                                                               |
| Anciennes compétitions | Compétitions régionales |
| - Championnat de France de Division 3 (1971-1993) - 1er du groupe Ouest : 1985, 1987, 1989, 1992. - Championnat de France de Division 4 (1978-1993) - Vice-champion : 1984. | - DH Ligue de l'Ouest / Ligue de Bretagne (4) - Champion : 1932, 1936, 1957 et 1983 - Coupe de l'Ouest / Coupe de Bretagne (2) - Vainqueur en 1958 et 1982 |

L'équipe réserve remporte différents championnats nationaux amateurs :
| Équipe réserve | Équipes de jeunes                                        |
| --- | -------------------------------------------------------- |
| - Championnat de France amateur / National 2 - 1er de groupe : 2015 rés.. - Championnat de France amateur 2 / National 3 - 1er de groupe : 1997 rés., 2002 rés., 2010 rés., 2014 rés. et 2025 rés.. - DH Ligue de l'Ouest / Ligue de Bretagne - Champion : 1995 rés.. - Coupe de l'Ouest / Coupe de Bretagne - Vainqueur en 1970 rés., 1990 rés., 2000 2e rés., 2002 2e rés. et 2017 2e rés.. | - Championnat de France U17 Nationaux - Champion : 2015. |

### Compétitions disputées
Le tableau ci-dessous récapitule tous les matchs officiels disputés par l'équipe première du FC Lorient dans les différentes compétitions nationales et européennes:
| Championnats                       | Saisons | Titres | J   | V   | N   | D   | bp   | bc   |
| ---------------------------------- | ------- | ------ | --- | --- | --- | --- | ---- | ---- |
| Division 1 - Ligue 1 (depuis 1932) | 17      | -      | 634 | 187 | 186 | 261 | 743  | 913  |
| Division 2 - Ligue 2 (depuis 1933) | 27      | 2      | 962 | 386 | 247 | 329 | 1254 | 1136 |
| National (depuis 1993)             | 2       | 1      | 68  | 34  | 18  | 16  | 115  | 74   |
| CFA (1948-1971)                    | 5       | -      | 112 | 38  | 30  | 44  | 197  | 224  |
| Division 3 (1971-1993)             | 6       | -      | 182 | 93  | 45  | 44  | 297  | 180  |
| Division 4 (1978-1993)             | 2       | -      | 52  | 20  | 15  | 17  | 82   | 71   |

Le club a participé à l'ensemble des éditions de la Coupe de France, manquant seulement celles antérieures à sa fondation (1926), celle de 1928 et celle de 1945,en raison de la guerre. Il compte également une participation en coupe d'Europe lors de la saison 2002-03, à la suite de la victoire de la Coupe de France 2002.
| Coupes nationales et européennes | Saisons | Titres | J  | V  | N | D  | bp | bc |
| -------------------------------- | ------- | ------ | -- | -- | - | -- | -- | -- |
| Coupe de France (depuis 1917)    |         | 1      |    |    |   |    |    |    |
| Coupe de la Ligue (1994-2020)    | 25      | -      | 49 | 20 | 8 | 21 | 66 | 79 |
| Coupe UEFA (depuis 1971)         | 1       | -      | 2  | 1  | - | 1  | 3  | 3  |

### Records
- Plus large victoire en Ligue 2 : 6-0 contre Bourg-en-Bresse Péronnas 01 (dom) (en mai 2018 [39])

## Identité

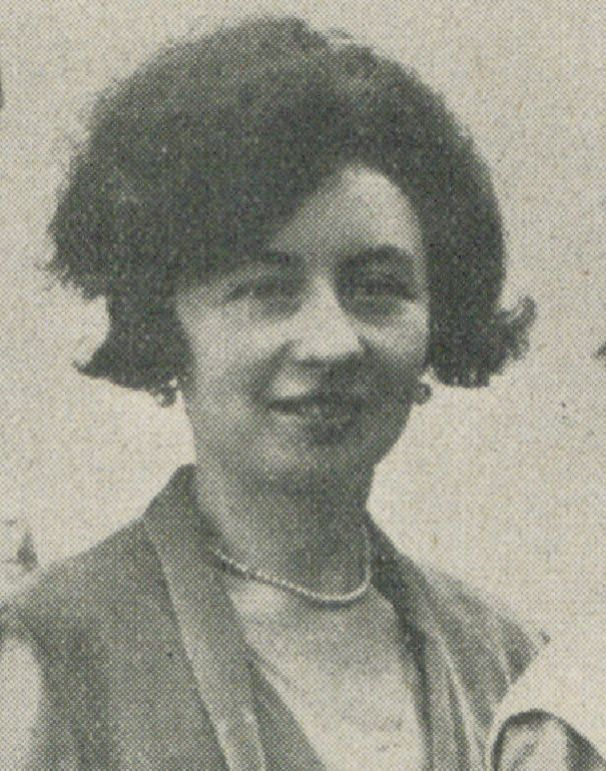
Charlotte Cuissard

### Nom et surnom

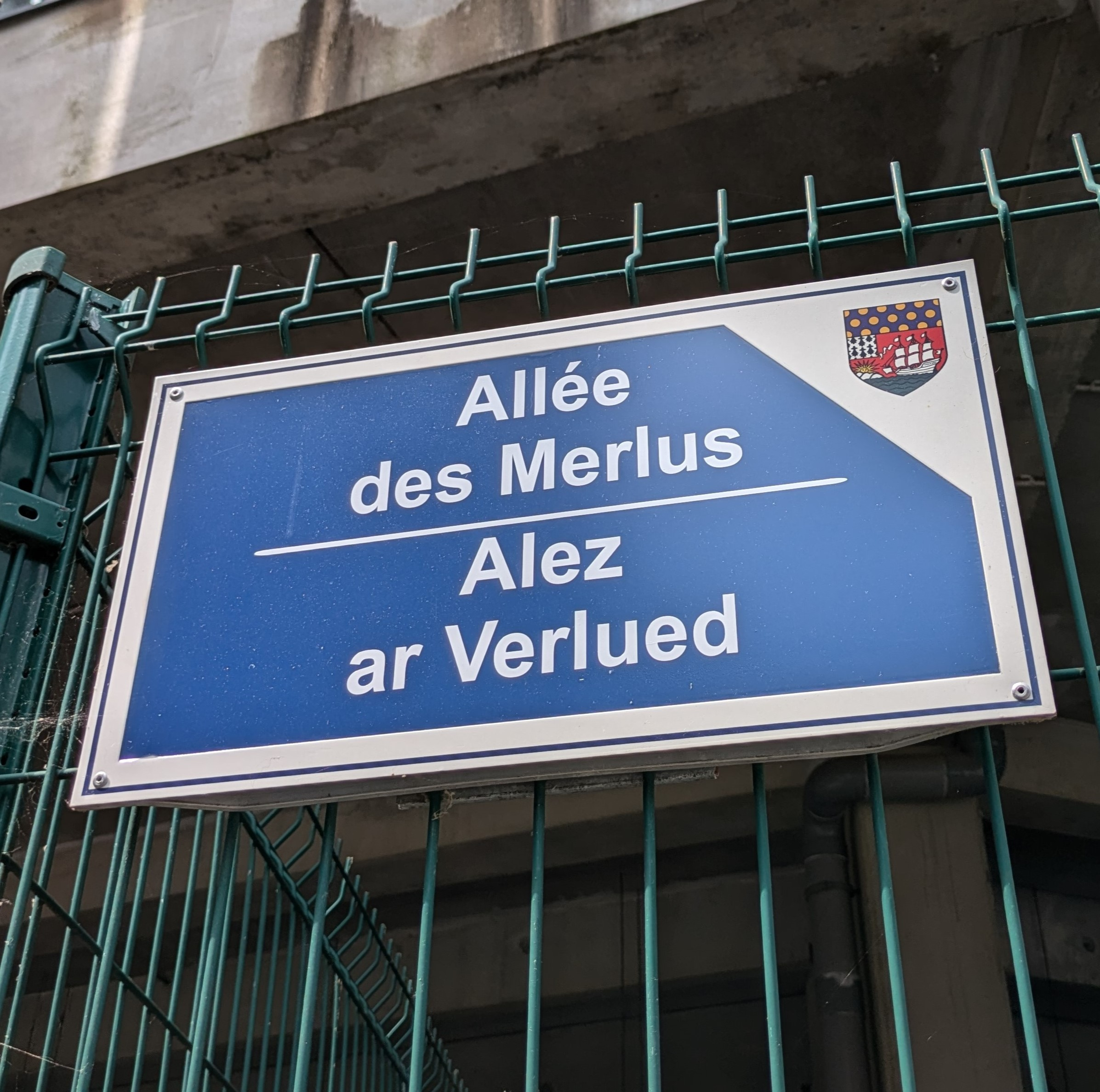
Un allée aux abords du stade du Moustoir est nommée en référence au surnom des joueurs du club.

Le club tenant ses origines au port de pêche, le surnom des « Merlus » est vite trouvé. Lors de la fondation du club en 1926, l’emblème du grondin de « La Marée Sportive » est remplacé par le merlu censé être plus noble. À l'époque, le merlu est l'un des poissons les plus répandus et les plus vendus en Bretagne.

### Couleurs
À l'origine, les footballeurs de « La Marée Sportive », portaient des maillots bleus à parements rouges, ornés d'un insigne en forme de poisson rouge, censé être un grondin. En 1926, le maillot bleu de « La Marée Sportive » est remplacé par un maillot à damiers tango et noir, telles que celles présentes sur le pull tricoté par Charlotte Cuissard, sœur du Président. À cette époque, les joueurs sont également surnommés les "Damiers" par la presse.

### Culture et langue bretonne
Le club met en œuvre plusieurs actions pour la promotion de la culture et la langue bretonne, avec notamment des slogans en breton présents sur ses différents maillots. Le club est le premier club de football professionnel à signer la charte de la langue bretonne Ya d'ar brezhoneg  en janvier 2024, afin de valoriser le travail effectué pour la langue bretonne. Le club prend également de nouveaux engagements pour mettre en avant le breton lors des matchs du FCL dans les années à venir,.
Dans le registre musical, les bagadoù de Ploemeur et de Lann-Bihoué sont régulièrement invités à se produire à l'occasion des rencontres disputées à domicile,. Ce dernier bagad est à l'origine d'un morceau, « L'Intro-Celtique », composé pour le club et joué lors de l'entrée des joueurs sur le terrain. L'hymne breton, le Bro gozh ma zadoù est aussi joué depuis septembre 2018 en avant match. Il est chanté avant chacun de ses matchs par la chanteuse bretonne et speakeuse officielle du FC Lorient, Morwenn Le Normand. Elle procède également au lancement du match en breton et dispense des cours de breton avant match dans l'enceinte du stade.
Le FCL signe est signataire en juillet 2019 avec d'autres clubs professionnels de football bretons d'une charte des derbys bretons, afin de mettre en avant l'identité et la culture bretonne lors des derbys. La charte prévoit la présence de milliers d'exemplaires du drapeau breton, le Gwenn ha du, d'un bagad local du club qui accueille le derby, ainsi que de l'hymne breton, le Bro Gozh ma zadoù. Depuis cette même année, le club propose de suivre les derbys bretons en direct et en breton sur le réseau social de microblogage X.
Le club migre son site web vers une extension en .bzh en 2020, domaine internet de premier niveau breton apparu en 2014. Le club annonce également un partenariat avec l'association chargée du registre de ce nom de domaine, afin de soutenir la création d’un emoji drapeau breton.

### Maillots
La liste ci-dessous détaille les différents maillots de chaque saison depuis 2009 classés par équipementier,,, :

### Équipementiers et sponsors
| Période     | Équipementier  | Sponsor maillot principal  |
| ----------- | -------------- | -------------------------- |
| 1975 - 1976 | Adidas         | UAP                        |
|             |                |                            |
| 1984 - 1985 | Le Coq sportif | Breiz Pesked               |
| 1985 - 1986 | Duarig         | Chaillotine                |
| 1986 - 1987 |                | La Trinitaine              |
| 1987 - 1988 |                | Help FM                    |
| 1988 - 1989 |                |                            |
| 1989 - 1990 | Constri-Foot   | Mathurin Onno              |
| 1990 - 1991 | Lotto          | Brittany Ferries           |
| 1991 - 1992 |                | Solifrais                  |
| 1992 - 1993 |                | Brittany Ferries           |
| 1993 - 1994 | Lotto          | Brittany Ferries           |
| 1994 - 1995 | Lotto          | Brittany Ferries           |
| 1995 - 1996 | Adidas         | Cuisilor                   |
| 1996 - 1997 | Adidas         | MGA Assurances             |
| 1997 - 1998 | Hummel         | MGA Assurances             |
| 1998 - 2000 | Hummel         | Jean Floc'h                |
| 2000 - 2001 | Erreà          | Idee Phone                 |
| 2001 - 2002 | Erreà          | Alain Afflelou             |
| 2002 - 2003 | Erreà          | Pas de sponsor             |
| 2003 - 2004 | Erreà          | Casino de Quiberon, Samsic |
| 2004 - 2006 | Erreà          | Armor-Lux                  |
| 2006 - 2009 | Erreà          | La Trinitaine              |
| 2009 - 2011 | Duarig         | La Trinitaine              |
| 2011 - 2013 | Macron         | La Trinitaine              |
| 2013 - 2014 | Macron         | La Trinitaine              |
| 2014 - 2017 | Adidas         | B&B Hotels                 |
| 2017 - 2022 | Kappa          | Jean Floc'h                |
| 2022 - 2025 | Umbro          | Jean Floc'h                |
| 2025 -      | Joma           | Jean Floc'h                |

### Logos
1926 : le tout premier logo du FC Lorientais représente un grondin à l’intérieur d’un losange. Le premier, en céramique a été créé par un carreleur italien, Louis Andreatta qui a signé son œuvre de ses initiales (sous le C de FCL).
1994 : le losange disparaît pour devenir un cercle. À l’intérieur on retrouve un merlu qui a remplacé le grondin, avec le ballon de football et le nom FC Lorient Bretagne Sud. En 2002, le logo est retravaillé pour le rendre un peu plus moderne.
2010 : un nouveau logo a été présenté aux supporters sur le site officiel du club pendant la semaine du 10 au 14 mai 2010. Le 15 mai lors du match opposant les Merlus au Lille OSC, ce logo a été présenté aux supporters présents. Le cercle se transforme en blason. Le club a également décidé d'ajouter une touche bretonne en incorporant un « Gwenn-ha-du », ainsi que la date de création du club (1926). Enfin, le merlu est conservé tout en étant rendu plus dynamique.

Logo de 1926 à 1994
Logo de 1994 à 2002
Logo de 2002 au 15 mai 2010[54]
Logo depuis le 15 mai 2010[54]

## Personnalités

### Présidents
Les personnes suivantes ont présidé le FC Lorient :
| Rang | Nom              | Période   |
| ---- | ---------------- | --------- |
| 1    | Joseph Cuissard  | 1926-1931 |
| 2    | Jean Cuissard    | 1931-1933 |
| 3    | Henri Recht      | 1933-1935 |
| 4    | Auguste Foulon   | 1935-1939 |
| 5    | Jean Tomine      | 1939-1967 |
| 6    | Yves Diény       | 1940-1944 |
| 7    | Henri Ducassou   | 1967-1972 |
| 8    | Xavier Le Louarn | 1972-1978 |
| 9    | Jules Glain      | 1978-1979 |
| 10   | Bossard          | 1979-1980 |
| 11   | Georges Guenoum  | 1980-1984 |

| Rang | Nom                  | Période     |
| ---- | -------------------- | ----------- |
| 12   | Jean-Maurice Besnard | 1984-1989   |
| 13   | Pierre Eveno         | 1989-1991   |
| 14   | Georges Guenoum      | 1991-1996   |
| 15   | Louis Le Gallo       | 1996-1998   |
| 16   | Noël Couëdel         | 1998-2000   |
| 17   | Marcel Le Mentec     | 2000        |
| 18   | André Jegouzo        | 2001-2003   |
| 19   | Marcel Le Mentec     | 2003-2005   |
| 20   | Alain Le Roch        | 2005-2009   |
| 21   | Loïc Féry            | depuis 2009 |

### Entraîneurs
Les techniciens suivants ont entraîné le FC Lorient :
| Rang | Nom                          | Période   |
| ---- | ---------------------------- | --------- |
| 1    | Josef Lokay                  | 1929-1932 |
| 2    | Alex Bohm                    | 1932      |
| 3    | Jean Snella                  | 1946-1948 |
| 4    | Marcel Lisiero               | 1948-1951 |
| 5    | Robert Hennequin             | 1951-1952 |
| 6    | Georges Girot                | 1952-1959 |
| 7    | Antoine Cuissard             | 1959-1960 |
| 8    | Lucien Philipot              | 1960      |
| 9    | Daniel Carpentier            | 1960-1967 |
| 10   | Antoine Cuissard             | 1967-1968 |
| 11   | Antoine Cuissard Yves Boutet | 1968-1969 |
| 12   | Émile Rummelhardt            | 1969-1971 |
| 13   | André Mori                   | 1971-1972 |
| 14   | Jean Vincent                 | 1972-1976 |
| 15   | Louis Hon Paul Le Bellec     | 1977-1978 |
| 16   | Paul Le Bellec               | 1978-1979 |

| Rang | Nom                  | Période   |
| ---- | -------------------- | --------- |
| 17   | Bernard Goueffic     | 1979-1981 |
| 18   | Louis Lagadec        | 1981-1982 |
| 19   | Christian Gourcuff   | 1982-1986 |
| 20   | Michel Le Calloch    | 1986-1988 |
| 21   | Alain Thiboult       | 1988-1990 |
| 22   | Patrick Le Pollotec  | 1990-1991 |
| 23   | Christian Gourcuff   | 1991-2001 |
| 24   | Ángel Marcos         | 2001-2001 |
| 25   | Yvon Pouliquen       | 2001-2003 |
| 26   | Christian Gourcuff   | 2003-2014 |
| 27   | Sylvain Ripoll       | 2014-2016 |
| 28   | Franck Haise         | 2016-2016 |
| 29   | Bernard Casoni       | 2016-2017 |
| 30   | Mickaël Landreau     | 2017-2019 |
| 31   | Christophe Pélissier | 2019-2022 |
| 32   | Régis Le Bris        | 2022-2024 |
| 33   | Olivier Pantaloni    | 2024-     |

### Joueurs
Les tableaux suivants présentent les joueurs les plus capés et les meilleurs buteurs de l'histoire du FC Lorient en Ligue 1.
| Rang | Joueurs         | Matchs |
| ---- | --------------- | ------ |
| 1    | Fabien Audard   | 229    |
| 2    | Yann Jouffre    | 202    |
| 3    | Vincent Le Goff | 199    |
| 4    | Jérémy Morel    | 179    |
| 5    | Arnold Mvuemba  | 141    |

| Rang | Joueurs            | Buts |
| ---- | ------------------ | ---- |
| 1    | Kevin Gameiro      | 50   |
| 2    | Terem Moffi        | 34   |
| 3    | Benjamin Moukandjo | 26   |
| 4    | Jérémie Aliadière  | 26   |
| 5    | Rafik Saïfi        | 26   |

## Effectif professionnel
Le premier tableau liste l'effectif professionnel du FC Lorient pour la saison 2025-2026. Le second recense les joueurs prêtés par le club lors de cette même saison.
En grisé, les sélections de joueurs internationaux chez les jeunes mais n'ayant jamais été appelés aux échelons supérieurs une fois l'âge-limite dépassé ou les joueurs ayant pris leur retraite internationale.

## Structures

### Stades

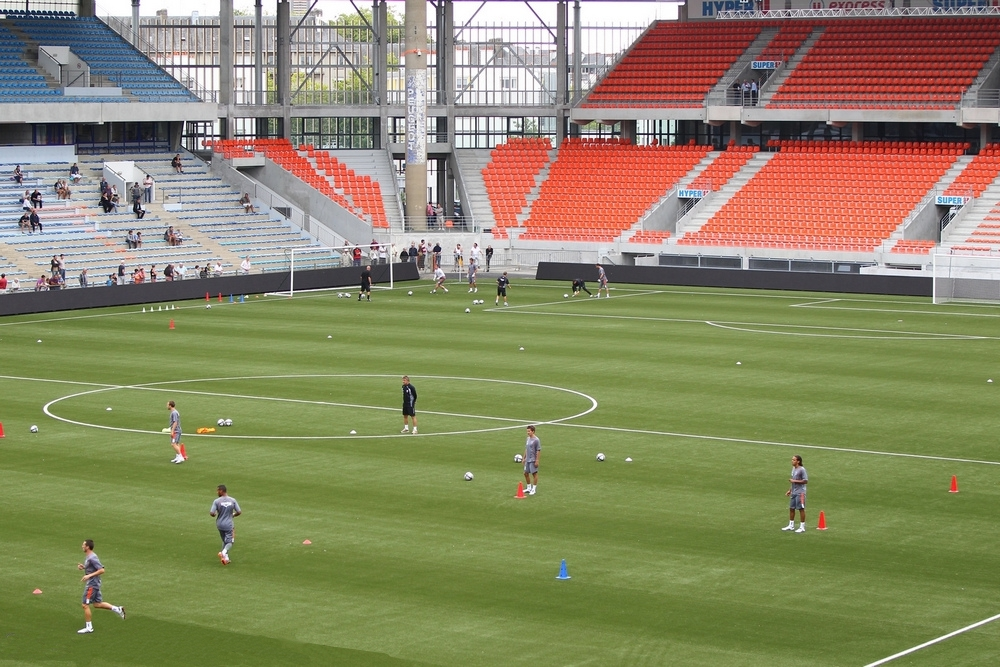
Le stade du Moustoir, ici en 2010.

Le stade du FC Lorient est connu sous le nom de Stade du Moustoir. Il a été rebaptisé, en 1993, stade Yves Allainmat à la suite du décès de cet ancien maire de la ville. Sa capacité actuelle est d'environ 18 500 places dont 18 110 assises. Après avoir évolué sur une pelouse synthétique durant six saisons (de 2010 à 2016), le FC Lorient a privilégié la pose d'une pelouse hybride à partir de la saison 2016-2017. Le stade est également modernisé pendant l'été 2016 avec le remplacement des sièges des tribunes en orange qui symbolise l'identité du club. Les bancs sont également intégrés à la tribune présidentielle, de part et d'autre du tunnel de sortie des joueurs, dans un style à l'anglaise. Depuis le début de saison 2017-2018, un nouveau mode de restauration, qui remplace les buvettes des coursive sous les tribunes, est proposé aux supporters dénommé "Les corners du Moustoir" animé par des acteurs locaux.
La rénovation du stade projetée en 2020 devrait débuter en 2024, avec notamment la reconstruction de la tribune d'honneur. Le stade devrait être opérationnel pour 2025
Les meilleures affluences moyennes correspondent logiquement aux saisons passées par le FC Lorient dans l'élite (en bleu sur le graphique).
NB : L'affluence lors de la saison 2020-2021 est impactée par la pandémie de Covid-19; seules les quatre premières rencontres accueillent du public, limité à une capacité de 5000 spectateurs.

### Espace FCL
L'Espace FCL, communément appelé Kerlir, est un site de 12 ha abritant le siège social et administratif du FC Lorient, son centre d'entraînement ainsi que son centre de formation. Inauguré au cours de l'été 2013, il est situé près du hameau de Kerlir sur la commune de Plœmeur, à moins d'une dizaine de kilomètres à l'ouest de Lorient.

#### Historique du projet
Le projet de doter le FC Lorient d'un centre de vie est une question qui revient régulièrement lors des changements de présidents à la tête du club pendant les années 2000. Les villes de Plouay, Languidic, Guidel sont à l'époque évoquées pour accueillir ce centre. Ce projet est relancé par Loïc Féry lorsque celui-ci reprend le club à l'été 2009.
Les premières prospections sont lancées à l'automne 2009, et cinq sites potentiels sont retenus dans un premier temps, les premiers à Lorient dans les quartiers de Le Pouillot et de Kérulvé-Kerlétu, deux autres à Guidel avec le domaine de Kerbastic et à Ploemeur dans le quartier de Kerlir, ainsi qu'un cinquième terrain à Languidic. Le FC Lorient cherche à y obtenir 5 000 m2 pour construire un centre de formation, un centre administratif, un bâtiment pour hébergement, des salles médicales et huit terrains de football. Les projets de Kerbastic et de Kerlir sont ceux qui sont les plus avancés.
Le domaine de Kerbastic appartenant à la princesse Constance de Polignac, situé à Guidel et disposant de 33 ha, est visité fin septembre 2009. Le projet a le soutien du maire de la ville, François Aubertin, ainsi que de la princesse propriétaire du domaine, et le plan d'occupation des sols est modifié par le conseil municipal pour permettre au projet d'être étudié.
Le quartier de Kerlir situé à Plœmeur est aussi envisagé, proche du Centre de rééducation et de réadaptation fonctionnelles de Kerpape, à proximité de la mer et d'un projet de future thalassothérapie, et disposant d'un terrain de 15 à 16 hectares constructible. Le projet est aussi soutenu par la municipalité, mais rencontre une opposition locale.
Le choix pour le site de Kerlir à Plœmeur est arrêté par Loïc Féry mi-décembre 2009, pour un projet estimé à 10 000 000 euros. L'entraineur du club, Christian Gourcuff, insiste à l'époque pour que le site « ait du cachet, respire la sérénité [celle-ci donnant] envie de travailler » car avec ce type de cadre « on réussit un centre d'entraînement dès lors qu'on parvient à associer fonctionnalité et convivialité ».
La mairie entérine le projet fin décembre 2009, et le projet est précisé lors d'un conseil municipal mi-janvier 2010 et est adopté à l'unanimité. Le plan local d'urbanisme est revu au terme d'une enquête publique, et entériné par la mairie le 25 mai 2010. Le 3 août 2010, le FC Lorient annonce sur son site officiel que le permis de construire a été déposé. Celui-ci est signé le 21 octobre 2010 par la mairie de Ploemeur.
Cependant, des opposants au projet déposent deux recours gracieux auprès de la mairie, rejetés par celle-ci, puis un recours contentieux auprès du tribunal administratif de Rennes le 16 mars 2011, ce qui ralentit le projet. La piste de Guidel et du domaine de Kerbastic est alors ré-évoquée par Loïc Féry tandis qu'à Ploemeur des personnes favorables au projet organisent des manifestations de soutien. La cérémonie de pose de la première pierre a lieu le 29 mai 2011 en présence de plusieurs élus comme Jean-Yves Le Drian, président de la région Bretagne, ou Norbert Métairie, maire de Lorient et président de Lorient Agglomération. Les travaux n'ont cependant toujours pas débuté au début 2012, et ce n'est que le retrait du recours engagé par les opposants le 2 février 2012 qui permet de débloquer le projet.
Les 12,22 hectares de terrains sont finalement achetés par le club pour 895 000 € le 3 juillet 2012, et le début des travaux alors annoncé pour l'automne de la même année sont lancés le 26 octobre.

#### Installations
Occupant une superficie de douze hectares, le centre comprend à l'origine quatre terrains : deux terrains en gazon naturel et deux en synthétique ainsi qu'une fosse fermée de 100 m2 en synthétique. Un cinquième terrain est créé en 2017 dans le but d'accueillir les rencontres de l'équipe réserve. Ce projet avec tribunes et vestiaires est suspendu en 2018 puis remis au goût du jour en 2021.

### Centre de formation
Le centre de formation du FC Lorient est un centre de formation de football qui a pour but de former les jeunes joueurs du FC Lorient, club de football professionnel situé à Lorient en Bretagne, en leur fournissant une structure d'hébergement, un accompagnement scolaire, et un programme de formation sportive.

#### Historique
En tant que structure, il existe depuis la fin des années 1990 par obligation à la suite de l'accession de l'équipe première en Division 1 et sous l'impulsion de Christian Gourcuff. Faisant suite au centre de perfectionnement, le premier directeur se nomme Jean-Bernard Brunet. Installé dès l'origine au complexe de Kerbernès, à proximité du Ter, où il bénéficie de deux terrains et d'une fosse synthétique ainsi que l'auberge de jeunesse pour l'hébergement, il déménage à l'Espace FCL au cours de l'été 2013.
| Période                     | Nom                 |
| --------------------------- | ------------------- |
| 1999 - 2002                 | Jean-Bernard Brunet |
| 2002 - 2005                 | Michel Audrain,.    |
| 2005 - juin 2012            | Hervé Guégan        |
| juillet 2012 - juin 2022    | Régis Le Bris       |
| juillet 2022 - juillet 2024 | Frédéric Bodineau   |
| depuis juillet 2024         | Arnaud Le Lan       |

#### Structures
Installé à l'origine comme le centre à l'auberge de jeunesse, l'école des Merlus est la structure d'hébergement et de scolarisation des joueurs formés au club qui comprend des salles de classe, un restaurant et un internat. Labellisée « Établissement d’accueil pour sportifs de haut niveau (SHN) », elle déménage en 2013 à l'Espace FCL. C'est un lieu de vie qui bénéficie de la présence de personnels encadrants et de professeurs vacataires qui dispensent une vingtaine d'heures de cours par semaine à une trentaine d'élèves de 16 à 20 ans.

### Boutiques officielles

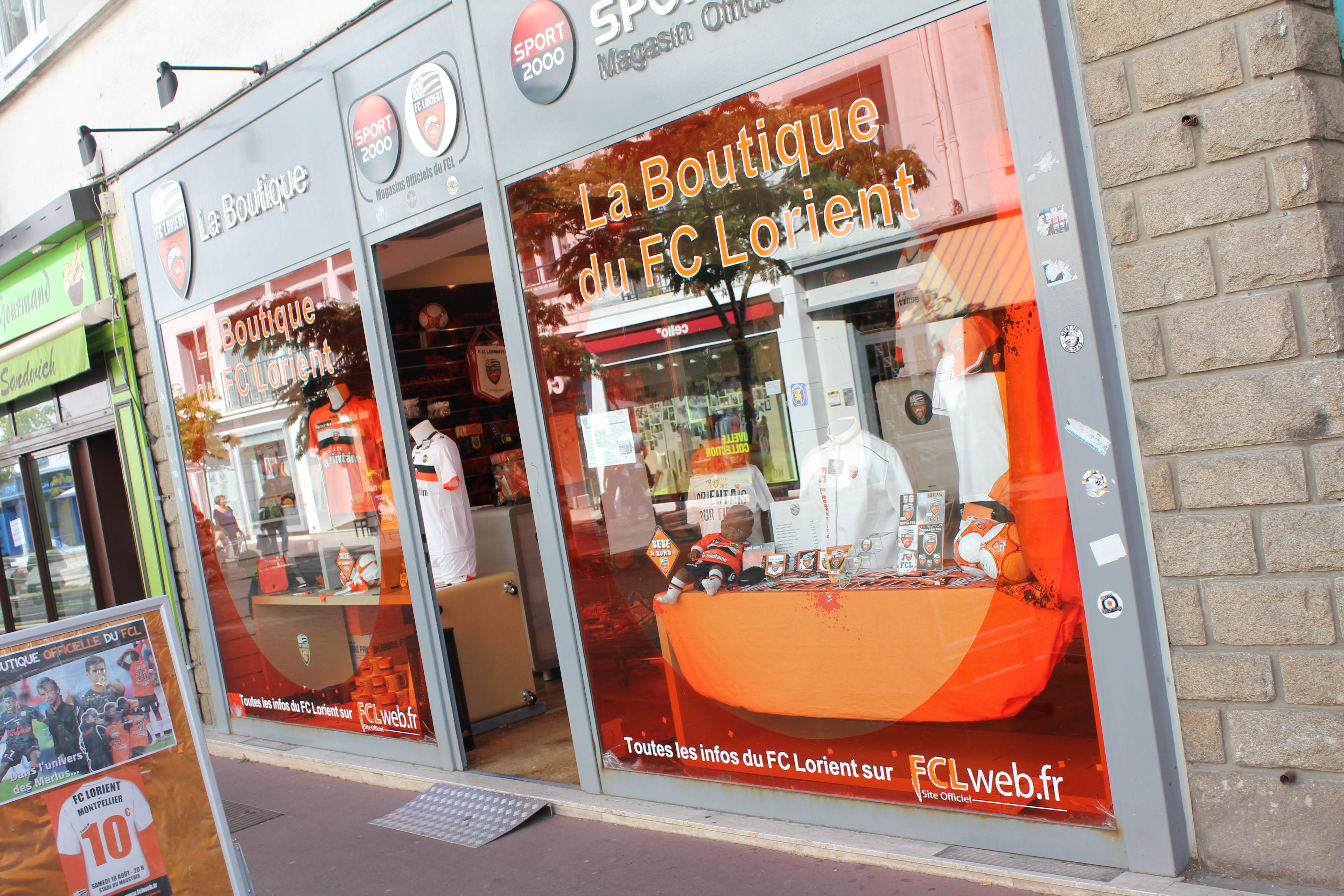
La boutique officielle rue du port.

Le club possède une boutique officielle située au centre-ville, 35 rue du Port à Lorient. Lors des rencontres à domicile, les supporters peuvent accéder à une boutique située à l'intérieur du stade du Moustoir, construite sous la tribune Sud, inaugurée comme la tribune en 2010.

## Aspects juridiques et économiques

### Aspects juridiques

#### Statut juridique et légal
Le FCL se compose d'une association détentrice du numéro d'affiliation à la FFF et d'une société. La société FC Lorient Bretagne Sud, au capital social de 1 million d'euros, possède le statut de société anonyme. Son chiffre d'affaires s'élève à 25 millions d'euros sur l'année 2017. Elle comporte entre 50 et 99 salariés.

#### Organigramme
Le club du FC Lorient est dirigé depuis août 2009 par Loïc Féry, Président-Directeur Général de Chenavari, un groupe entrepreneurial comprenant notamment une société de gestion d'actifs. Alors que pour sa première saison à la tête du club, le président s'était basé sur un budget de 28 millions d'euros, il a décidé de le monter à 35 millions pour la saison 2010-2011.

### Aspects économiques

#### Éléments comptables
Chaque saison, le FC Lorient publie son budget prévisionnel de fonctionnement après validation auprès de la Direction nationale du contrôle de gestion (DNCG), l'instance qui assure le contrôle administratif, juridique et financier des associations et sociétés sportives de football afin d'en garantir la pérennité. Le budget prévisionnel d'un club s'établit en amont de l'exercice à venir et correspond à une estimation de l'ensemble des recettes et des dépenses prévues par l'entité. Le tableau ci-dessous résume les différents budgets prévisionnels du club lorientais saison après saison.
| Saison | 2007-2008 | 2008-2009 | 2009-2010 | 2010-2011 | 2011-2012 | 2012-2013 | 2013-2014 | 2014-2015 | 2015-2016 | 2016-2017 |
| Budget | 23 M€     | 28 M€     | 28 M€     | 35 M€     | 35 M€     | 35 M€     | 36 M€     | 32 M€     | 30 M€     | 36 M€     |
| Saison | 2017-2018 | 2018-2019 | 2019-2020 | 2020-2021 | 2021-2022 | 2022-2023 | 2023-2024 | 2024-2025 | 2025-2026 |           |
| Budget | 19 M€     | 12 M€     | 25 M€     | 45 M€     | 50 M€     | 55 M€     | 85 M€     | 55 M€     | 55 M€     |           |

#### Transferts les plus coûteux
Les deux tableaux ci-dessous synthétisent les dix plus gros achats et ventes de joueurs dans l'histoire du club lorientais.
| Rang | Joueur              | Montant | Provenance             | Année |
| ---- | ------------------- | ------- | ---------------------- | ----- |
| 1er  | Jean-Victor Makengo | 11 M€   | Udinese Calcio         | 2023  |
| 2e   | Adrian Grbić        | 9 M€    | Clermont Foot 63       | 2020  |
| 3e   | Terem Moffi         | 8 M€    | KV Courtrai            | 2020  |
| -    | Isaak Touré         | 8 M€    | Olympique de Marseille | 2023  |
| 5e   | Formose Mendy       | 7,5 M€  | Amiens SC              | 2023  |
| 6e   | Bamba Dieng         | 7 M€    | Olympique de Marseille | 2023  |
| 7e   | Joel Mvuka          | 5,5 M€  | FK Bodø/Glimt          | 2023  |
| 8e   | Alain Traoré        | 5 M€    | AJ Auxerre             | 2012  |
| -    | Mohamed Bamba       | 5 M€    | Wolfsberger AC         | 2024  |
| 10e  | Majeed Waris        | 4,73 M€ | Trabzonspor            | 2015  |

| Rang | Joueur                | Montant | Provenance        | Année |
| ---- | --------------------- | ------- | ----------------- | ----- |
| 1er  | Dango Ouattara        | 22,5 M€ | AFC Bournemouth   | 2023  |
| -    | Terem Moffi           | 22,5 M€ | OGC Nice          | 2023  |
| 3e   | Didier Ndong          | 20 M€   | Sunderland AFC    | 2016  |
| -    | Enzo Le Fée           | 20 M€   | Stade rennais FC  | 2023  |
| 5e   | Alexis Claude-Maurice | 13 M€   | OGC Nice          | 2019  |
| -    | Éli Junior Kroupi     | 13 M€   | AFC Bournemouth   | 2025  |
| 7e   | Laurent Koscielny     | 12,5 M€ | Arsenal FC        | 2010  |
| 8e   | Vincent Aboubakar     | 12,3 M€ | FC Porto          | 2014  |
| 9e   | Jordan Ayew           | 12 M€   | Aston Villa FC    | 2015  |
| -    | Raphaël Guerreiro     | 12 M€   | Borussia Dortmund | 2016  |

## Culture populaire

### Groupes de supporters

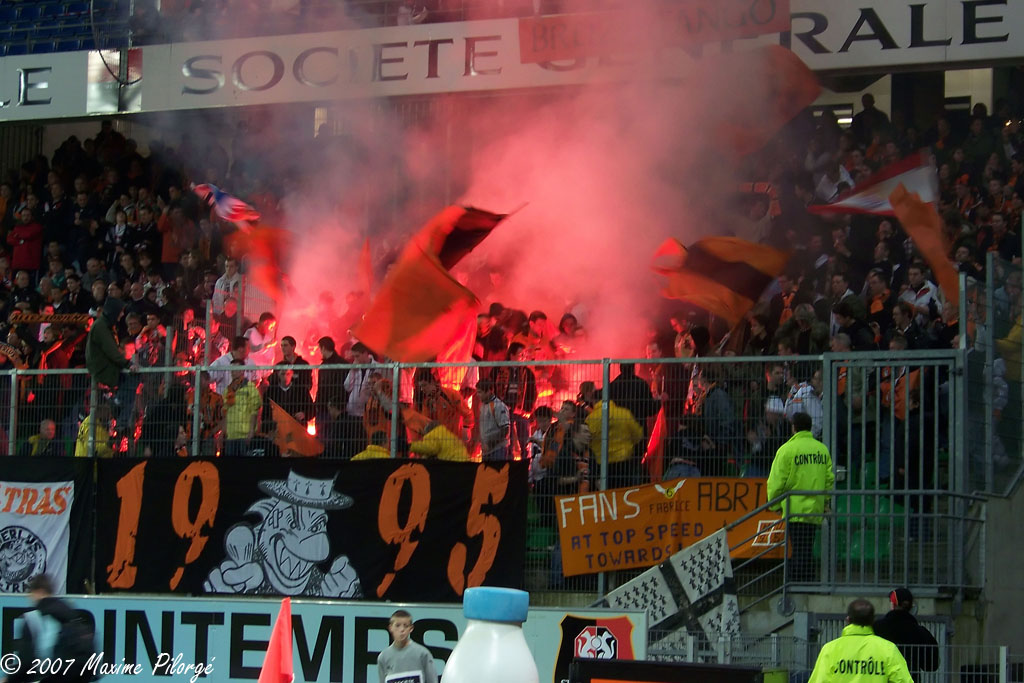
Les supporters lorientais en déplacement.

- Lorient Foot Supporters : Créé en 1946, le club officiel des supporters du FCL est devenu ensuite « Lorient Foot Supporters ». Cette association décide de soutenir et d'encourager le club dans un esprit de solidarité et de convivialité. Ce groupe comprend désormais 500 adhérents. Dans le stade du Moustoir, le groupe est situé en tribune Nord.
- Merlus Ultras : Créée en 1995, l'association « Merlus Ultras », groupe indépendant et autofinancé, regroupe au début de la saison 2006-2007, 850 membres cartés, d'une moyenne d'âge de 22 ans ainsi que de nombreux sympathisants. En début d'année 2010, le groupe connait un nouvel élan. Une nouvelle tribune Sud vient de faire son apparition au stade et le groupe en prend possession. Retour aux racines avec une bonne centaine d'abonnés. Le 15e anniversaire est fêté en décembre 2010 face au RC Lens et le groupe fêtent leur 20e anniversaire décembre 2016 face au FC Nantes. À la suite de la descente en Ligue 2 lors de la saison 2016-2017, paradoxalement, le groupe compte plus de membres lors de la saison 2017-2018.
- Breizh Tango : Né au Bar du Moustoir, le groupe Breizh Tango s’est créé à l’initiative d’une bande de copains attachés aux couleurs de la Bretagne et du FCL. Les Breizh Tango fêtent ses 10 ans en 2011. L’association est un groupe convivial et indépendant qui compte à ce jour environ une cinquantaine d’adhérents. L’âge moyen de ces adhérents est de 75 ans. Le groupe essaie de se déplacer le plus souvent possible pour encourager les Merlus lors des matchs à l’extérieur.
- Celtic An Oriant : Cette association a été créée le 12 juillet 2009. Elle comprend actuellement une cinquantaine de membres. le groupe est situé en tribune nord centrale et constitué en majorité de personnes d'environ 25 ans, cette saison le groupe a effectué plusieurs déplacements en voiture pour suivre le FC Lorient, Valenciennes, Marseille, Yzeure, FC Metz, Bordeaux.

### Supporters célèbres
Le club compte notamment comme supporter célèbre, l'humoriste Jean-Yves Lafesse, natif de Pontivy. En 1999, on peut le voir vêtu du maillot des merlus dans le film Chili con carne de Thomas Gilou aux côtés d'Antoine de Caunes.
Il a donné le coup d'envoi fictif du match face à Lyon le 11 décembre 2011.
Le groupe Soldat Louis, originaire de la ville, soutient le FC Lorient, et a même crée l'hymne du club.
Le coureur cycliste Warren Barguil, natif de Hennebont, est aussi connu pour aimer le FC Lorient et pour avoir été plusieurs fois invité au Stade du Moustoir.

### Rivalités
La plus grosse rivalité du FC Lorient est celle l'opposant au Stade brestois, notamment du point de vue des supporters.

### Relations avec les médias

#### FCLweb TV
La FCLweb TV est la télévision du FC Lorient sur Internet (web TV). Elle a été lancée le 9 mars 2009 sur le site officiel du club.
Son objectif est de proposer aux internautes un aperçu de l'intimité du club. On y retrouve les résumés des matches, les interviews d'avant-match et d'après-match ainsi que des reportages sur l'équipe première et sur le centre de formation. Les internautes peuvent également découvrir "le beau geste" désigné par la FCLweb TV ainsi qu'un journal hebdomadaire.

#### Quotidiens régionaux
Deux quotidiens régionaux sont diffusés dans le Morbihan. Ils couvrent donc l'actualité du club. Il s'agit du Télégramme et du Ouest-France.

#### TébéSud
La chaîne morbihannaise propose trois rendez-vous hebdomadaires en multidiffusion, qui sont également relayés sur le site officiel du club. Chaque lundi à 12h30 et à 20h45, les supporters lorientais peuvent revivre tous les matches du FC Lorient dans leur intégralité dans « Grand Angle ». Il y a aussi deux autres émissions de 45 minutes, « Prolongation » (le lundi à 18h10) et « Bienvenue au Club » (le vendredi à 19h30). Christian Gourcuff et des joueurs viennent régulièrement s’exprimer sur le plateau de TébéSud, qui réalise également de nombreux reportages permettant de vivre le quotidien et les coulisses du FCL.

#### France Bleu Breizh-Izel
La radio de Basse-Bretagne retransmet en direct les matches du FCL, du Stade brestois ainsi que l'En avant Guingamp. Pendant l'heure précédent le match, il est possible de suivre les préparatifs de l'équipe dans l'émission Radio Merlus.

#### L'Équipe magazine
Le 14 juillet 2011, le magazine sportif annonce qu'il suivra les Merlus lors de la saison 2011-2012. Le premier épisode d'"un an avec les Merlus" présente l'arrivée de Pedrinho au club. Le deuxième revient sur le déplacement du club à Dijon, le troisième présente Yann Jouffre et Bruno Ecuele Manga dans des bains chauds et glacés. Quant au quatrième, il est diffusé après les deux derbys bretons face à Rennes et Brest et parle de l'identité bretonne du club. Le président Loïc Féry l'explique.

## Autres équipes

### Équipe réserve
L'équipe réserve du FC Lorient évolue depuis 2015 en National 2, soit le quatrième échelon national, le plus haut niveau accessible aux réserves des équipes professionnelles.

### Section féminine
Le club possède également une section féminine, dont l'équipe première évolue en Régional 1 (niveau 3) depuis 2018. Créée en 2001 et gérée originellement par la section amateur du club (association), la section est rattachée au centre de formation à partir de 2018. L'équipe fanion atteint pour la première fois de son histoire le niveau national, la Division 2, lors la saison 2015-2016 après avoir échoué une première fois lors des barrages inter-régionaux en 2014. L'équipe est reléguée au niveau régional à l'issue de la saison 2017-2018.
Le tableau ci-dessous présente l'ensemble des responsables de la section féminine :
| Nom               | Période     |
| ----------------- | ----------- |
| Sonia Haziraj     | 2005-2007   |
|                   |             |
| Gwénolé Yaouanq   | 2010-2012   |
| Alain Le Dour     | 2012-2018   |
| Antoine Guyot     | 2018-2019   |
| Éric Decroix      | 2019-2020   |
| Christophe Capian | 2020-2022   |
| Fabien Dequesne   | depuis 2023 |

| Compétitions nationales | Compétitions régionales                                                                                            |
| --- | --- |
| - Championnat de France de D2 - Meilleure place : 5e (groupe B) en 2015-2016 - Coupe Fédérale féminine 16 ans à 7 (1) - Vainqueur en 2005 | - DH / R1 Bretagne (4) - Champion : 2007, 2010, 2024 et 2025. - Coupe de Bretagne (2) - Vainqueur en 2006 et 2012. |